# 齒紋蜑螺
齒紋蜑螺（学名：Neritina yoldi）为蜑螺科河蜑螺屬下的一个种。